# Střížovice (Chlumec)
Střížovice (německy Strizowitz nebo Strisowitz) jsou malá vesnice, část města Chlumec v okrese Ústí nad Labem. Nacházejí se asi 3,5 kilometru jihovýchodně od Chlumce a jeden kilometr na jihozápad od Všebořic, městské části Ústí nad Labem. Střížovice leží v nadmořské výšce 210–290 metrů na severozápadním svahu Střížovického vrchu.
Střížovice spolu s Hrbovicemi a Českým Újezdem tvoří exklávu města Chlumec; od hlavní části města ji odděluje území města Chabařovice a bývalý Úžín, který patří k ústecké části Všebořice.

## Název
Nejstarší dochované pojmenování obce je Střiežov, listina z roku 1429 uvádí jméno Strziezowie. To je zřejmě odvozeno od mužského osobního jména Střiež (Střezimír, Střezivoj) a od toho je odvozeno jméno Střežův dvůr, ves Střiežoviců, lidí Střiežových.

## Historie
Původně slovanská okrouhlice z 11. století byla součástí panství Krupka do 14. století. První písemná zmínka je z roku 1429, kdy ves patřila k panství Jana z Všebořic. Mezi lety 1513 a 1848 byla součástí chlumeckého panství, malá část patřila k panství předlickému. Od zavedení obecního zřízení v polovině 19. století byly Střížovice samostatnou obcí. V letech 1938 až 1945 byly Střížovice (v důsledku uzavření Mnichovské dohody) přičleněny k nacistickému Německu.Po druhé světové válce bylo z obce vysídleno do té doby převažující německé obyvatelstvo. Od roku 1957 byly spolu s Podhořím osadou vsi Všebořice, roku 1961 nebo 1963 byla část katastru Střížovic připojena ke vsi Český Újezd (Střížovický vrch byl součástí Všebořic, které byly později připojeny k Ústí nad Labem). Od roku 1976 se i s Českým Újezdem staly součástí Všebořic a tedy Ústí nad Labem. Od roku 1990 jsou Střížovice součástí Chlumce.

## Obyvatelstvo
Při sčítání lidu v roce 1921 ve vsi žilo 109 obyvatel (z toho 56 mužů), z nichž byli tři Čechoslováci, 103 Němců a tři cizinci. Kromě jednoho příslušníka nezjišťovaných církví se hlásili k římskokatolické církvi. Podle sčítání lidu z roku 1930 měla vesnice 94 obyvatel: šest Čechoslováků, 84 Němců a čtyři cizince. S výjimkou jednoho evangelíka a jednoho člověka bez vyznání byli římskými katolíky.
|           | 1869 | 1880 | 1890 | 1900 | 1910 | 1921 | 1930 | 1950 | 1961 | 1970 | 1980 | 1991 | 2001 | 2011 |
| --------- | ---- | ---- | ---- | ---- | ---- | ---- | ---- | ---- | ---- | ---- | ---- | ---- | ---- | ---- |
| Obyvatelé | 98   | 109  | 85   | 108  | 124  | 109  | 94   | 60   | 58   | 46   | 27   | 18   | 29   | 33   |
| Domy      | 17   | 17   | 18   | 18   | 20   | 19   | 20   | 19   | 12   | 9    | 9    | 11   | 11   | 12   |

## Památky

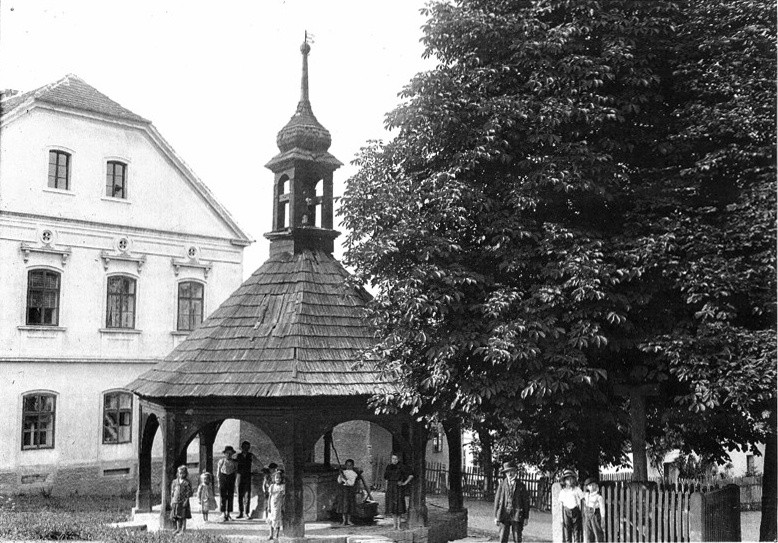
Historická fotografie barokní studny ve Střížovicích, která byla později přemístěna do skanzenu v Zubrnicích

Střížovická studna pochází z roku 1695, na návsi ji nechal zbudovat Jan František Kolovrat Krakovský, majitel chlumeckého panství. Studna je hluboká 26,5 m, původně byla zastřešená barokní osmibokou dřevěnou stavbou s jednoduchou jehlancovou střechou a vybavená dřevěným rumpálem a pastorkem. Zřejmě v 18. století byla na vrchol jehlance osazena vížka s cibulovou bání, lucernou a zvoničkou. Nedaleko studny byl v roce 1736 postaven krucifix, později zde vznikla hospoda U zlaté studny. Zvonička byla odstraněna při opravách studny v roce 1939.
V roce 1977 byla nadzemní část studny přenesena do nově vznikajícího skanzenu lidové architektury v Zubrnicích. Jiné prameny uvádí rok 1986. Dřevěný rumpál s převodovou soustavou ozubených kol se zachoval jen částečně. Na kamenném pažení studny jsou medailony s latinským nápisem „Amor Dei et proximi causa fontis 1695“, tedy „Láska k Bohu a bližnímu stvořila studnu 1695“.
Od roku 2011 obnovuje místní občanské sdružení LEVIL s podporou města Chlumec a Ústecké komunitní nadace dřevěnou nástavbu studny. Na konci roku 2015 byly práce na stavbě repliky barokní studny hotové.
Kaple svaté Anny (Panny Marie Pomocné) stála u silnice směrem na Předlice naproti vesnickému rybníku. Byla postavena v roce 1852 na místě staršího kostela. Někdy kolem roku 1970 byla na jejích základech postavena hasičská zbrojnice.